# Bitka za Černigov
Bitka za Černigov, znana tudi kot obleganje Černigova, je aktivno obleganje, ki se je začelo 24. februarja 2022 med rusko invazijo na Ukrajino leta 2022.

## Bitka
Ob 03:27 (UTC+2) sta se kapitan in desetnik ruske 11. gardijske jurišne letalske brigade predala oboroženim silam Ukrajine blizu Černigova. Istega dne je Ukrajina trdila, da se je vdal tudi izvidniški vod ruske 74. motorizirane brigade.
Po navedbah britanskega ministrstva za obrambo so bile ruske sile, ki so 24. februarja napadle Černigov, ustavljene zunaj mesta. 
Ob 08.34 (UTC+2) je ukrajinska vojska odbila napad ruske vojske na Černigov in zasegla rusko opremo ter dokumente.

## Obleganje
Ob 14.25 (UTC+2) je rusko obrambno ministrstvo objavilo, da je obkolilo Černigov in blokiralo mesto.
26. februarja so ukrajinske oblasti sporočilo, da so odbile napada ruskih sil na mesto. V akciji naj bi Ukrajinci zasegli več tankov. Ukrajinska vlada je trdila, da so ruske rakete tipa BM-21 zadele bolnišnico in vrtce v Černigovu, čeprav navedbe niso bile neodvisno potrjene.
27. februarja so ukrajinske oblasti trdile, da so ruske sile z raketami poškodovale večino centra mesta, vključno z zgodovinsko kinoteko. Ruske sile so kasneje trdile, da so popolnoma blokirale mesto.